# Liste der Naturdenkmale in Baunatal
Die Liste der Naturdenkmale in Baunatal nennt die auf dem Gebiet der Stadt Baunatal im Landkreis Kassel in Hessen gelegenen Naturdenkmale. Dies sind gegenwärtig Bäume an 4 Standorten und 2 Flächenhafte Naturdenkmale.

## Bäume
| Bild                          | Bezeichnung             | Ortsteil, Lage                                 | Beschreibung | Art                | Nr.      |
| ----------------------------- | ----------------------- | ---------------------------------------------- | --- | ------------------ | -------- |
| mehr Fotos \| Fotos hochladen | 1 Linde „Wiegandslinde“ | Altenbauna 51° 15′ 40,5″ N, 9° 24′ 42″ O       | Winterlinde am westlichen Ortsrand von Altenbauna. Der Baum steht an der Straße „Meierküppel“, am Südost-Hang des Baunsberges. Benannt ist die Linde nach Friedrich Wiegand (1837–1906), Lehrer in Altenbauna (1858–1905). Stammumfang: 2,40 m Höhe: 10 m Pflanzjahr: ca. 1905 (Eine örtliche Beschilderung der Stadt Baunatal geht von einem Pflanzjahr 1885–1890 aus) OSM-Link zur Kartendarstellung: „Wiegandslinde“ in Altenbauna                                                                                           | Tilia cordata      | 6.33.061 |
| mehr Fotos \| Fotos hochladen | 2 Linden                | Altenritte 51° 15′ 39,8″ N, 9° 23′ 51,2″ O     | 2 Sommerlinden in der Ortsmitte von Altenritte. Die beiden Bäume stehen nebeneinander westlich vor dem Portal der Kirche in der „Ritter Straße“. Stammumfang nördliche Linde: 3,50 m Stammumfang südliche Linde: 3,55 m Höhe: 26 m Pflanzjahr: ca. 1885 OSM-Links zur Kartendarstellung: nördliche Linde in Altenritte, südliche Linde in Altenritte | Tilia platyphyllos | 6.33.062 |
| mehr Fotos \| Fotos hochladen | 1 Eiche                 | Altenritte 51° 15′ 57,7″ N, 9° 23′ 43,7″ O     | Stieleiche am westlichen Ortsrand von Altenritte. Standort des Baumes ist eine Rasenfläche am Wendehammer der Straße „Schlehenweg“. Stammumfang: 3,80 m Höhe: 23 m Pflanzjahr: ca. 1885 OSM-Link zur Kartendarstellung: Eiche in Altenritte | Quercus robur      | 6.33.064 |
| mehr Fotos \| Fotos hochladen | 4 Eichen                | Hertingshausen 51° 13′ 43,5″ N, 9° 25′ 20,2″ O | Stieleichen in der Ortsmitte von Hertingshausen. 3 Bäume stehen auf einer als Spielplatz genutzten Grünfläche an der Straße „Auf der Heide“, ein weiterer Baum auf einem unmittelbar östlich benachbarten Privatgrundstück. Stammumfang westliche Eiche 1: 3,55 m Stammumfang südliche Eiche 2: 3,70 m Stammumfang nördliche Eiche 3: 2,75 m Stammumfang östliche Eiche 4: 3,25 m (Privatgrundstück) Höhe: 24 – 27 m Pflanzjahr: ca. 1855 OSM-Links zur Kartendarstellung: Eiche 1 in Hertingshausen, Eiche 2, Eiche 3, Eiche 4 | Quercus robur      | 6.33.067 |

## Flächenhafte Naturdenkmale
| Bild           | Bezeichnung                | Ortsteil, Lage                              | Beschreibung | Nr.      |
| -------------- | -------------------------- | ------------------------------------------- | --- | -------- |
| weitere Bilder | Basaltkuppe des Burgberges | Großenritte 51° 14′ 54,5″ N, 9° 21′ 40,7″ O | Basalt-Kuppe ca. 1 km westlich des Ortsrandes von Großenritte. Das Naturdenkmal liegt im umgebenden Wald des Burgberges. Die Kuppe ist ein bewaldetes Plateau (Waldmeister-Buchenwald). Ein Abzweig des Wanderweges Kasselsteig führt durch das Gelände. Der Weg endet im westlichen Bereich des Naturdenkmals. Dort bietet sich eine beeindruckende Fernsicht über Baunatal in das Kasseler Becken. Fläche: ca. 4 ha OSM-Link zur Kartendarstellung: „Basaltkuppe des Burgberges“ bei Großenritte                                                                           | 6.33.065 |
| weitere Bilder | Holzbürgel                 | Großenritte 51° 14′ 25,3″ N, 9° 23′ 4″ O    | Kleine Basalt-Kuppe direkt südlich des Ortsrandes von Großenritte. Die Kuppe selbst ist mit Eichen-Hainbuchenwald (Galio-Carpinetum) bewachsen. Im nördlichen Bereich des Naturdenkmals finden sich aufgelassene Gartengrundstücke, die zuwachsen. Im Südwesten, der bewaldeten Kuppe vorgelagert, liegt eine Streuobstwiese. Durch das Gelände und über die Kuppe führt ein kleiner Pfad. An dessen Verlauf finden sich die Spuren der Einheimischen: Reste von Feuerstellen und Plastikmüll. Fläche: ca. 4 ha OSM-Link zur Kartendarstellung: „Holzbürgel“ bei Großenritte | 6.33.066 |

## Belege
1. ↑  Nach dem amtlichen Kataster der Unteren Naturschutzbehörde des Landkreises Kassel und vor Ort Recherche Dezember 2016 bis September 2017.
2. ↑  Nach örtlicher Beschilderung der Stadt Baunatal, vorgefunden 2016–2020
3. ↑  Messung 2020-11-27 in h=1,30 m
4. 1 2 3 4  Angaben zu Größe und Pflanzjahr nach Rüdiger Germeroth, Horst Koenies, Reiner Kunz: Natürliches Kulturgut - Vergangenheit und Zukunft der Naturdenkmale im Landkreis Kassel, Herausgeber: Kreisausschuss des Landkreises Kassel, Untere Naturschutzbehörde, Wolfhagen, 2005, Anhang "Bäume" S. 186 ff. Das Pflanzjahr wurde über das dort geschätzte Alter und das Erscheinungsjahr (2005) der Publikation zurückgerechnet.
5. ↑  Messung 2020-11-27 in h=1,30 m
6. ↑  Messung 2020-11-27 in h=1,30 m
7. ↑  Messung 2020-11-27 in h=1,30 m
8. ↑  Messung 2020-11-28 in h=1,30 m
9. ↑  Messung 2020-11-28 in h=1,30 m
10. ↑  Messung 2020-11-28 in h=1,30 m
11. ↑  Messung 2020-11-28 in h=1,30 m
12. 1 2  Angaben nach Rüdiger Germeroth, Horst Koenies, Reiner Kunz: Natürliches Kulturgut - Vergangenheit und Zukunft der Naturdenkmale im Landkreis Kassel, Herausgeber: Kreisausschuss des Landkreises Kassel, Untere Naturschutzbehörde, Wolfhagen, 2005, Anhang "Flächenhafte Naturdenkmale" S. 162 ff.

- Karte mit allen Koordinaten:
- OSM |
- WikiMap